# Horseshoe Bend (Arizona)
Koordináták: é. sz. 36° 52′ 46″, ny. h. 111° 30′ 50″36.879444°N 111.513889°W
A Patkó-kanyarulat (angolul Horseshoe Bend) a Colorado folyó lópatkó alakú meandere a Glen Canyonban, az Amerikai Egyesült Államokban, Arizona államban, Page mellett, a Grand Canyon Nemzeti Parkban. A kanyarulat a folyón lefelé 8 km-re van a Glen Canyon gáttól és a Powell-tótól. A látványos kanyarulat a 89-es úttól rövid, kb. 800 méteres séta után megtekinthető. A Google Térkép szerint 1300 méter magasról nyílik a panoráma a 300 méterrel lentebb folyó Coloradóra.
Page-ből szerveznek kirándulásokat a Patkó-kanyarulathoz. Nyáron nagyon meleg van és gondoskodni kell elegendő vízről és kirándulócipőről. Csak nagylátószögű objektívvel lehet az egész kanyart lefényképezni.

## Képgaléria

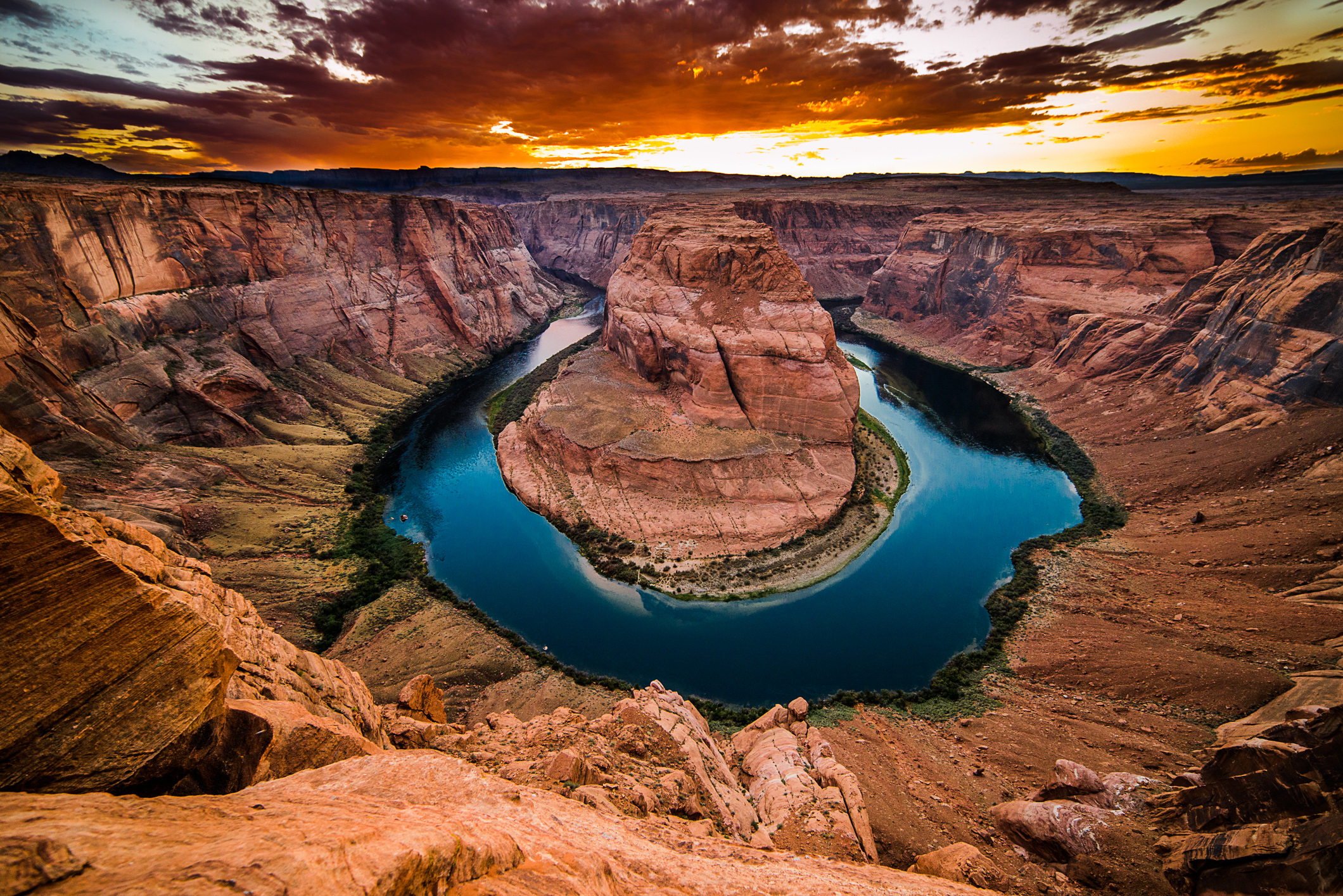
A Patkó-kanyarulat
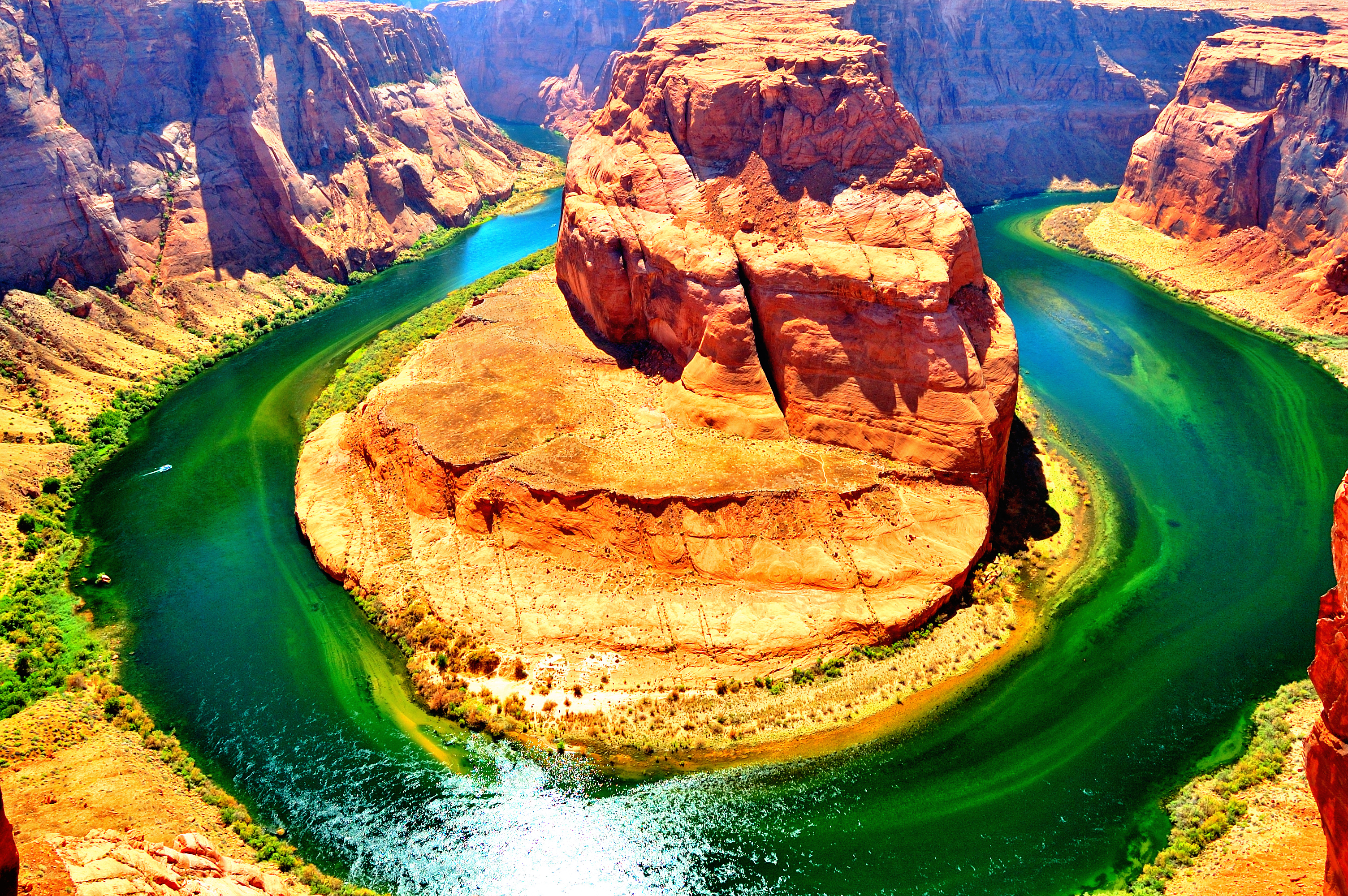
Délutáni napsütésben
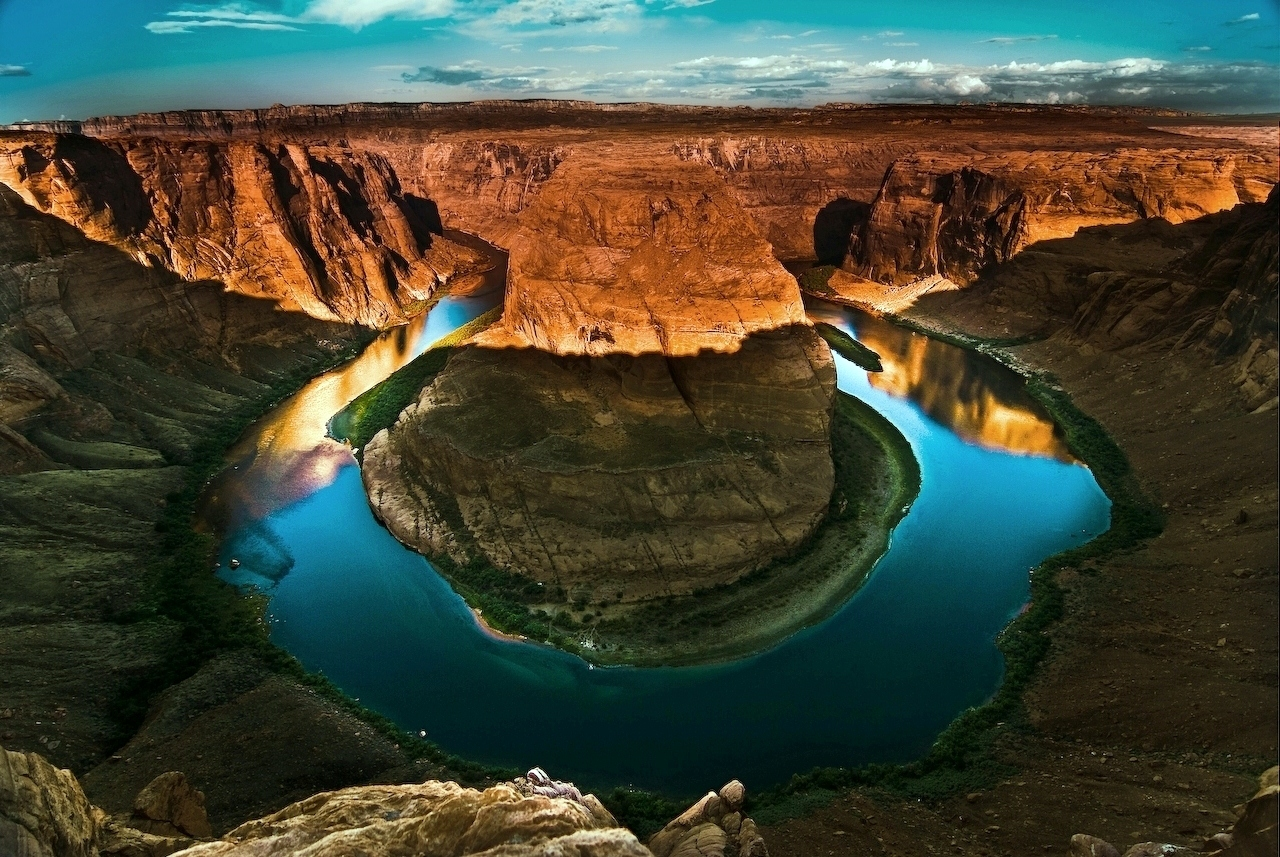
Naplementekor
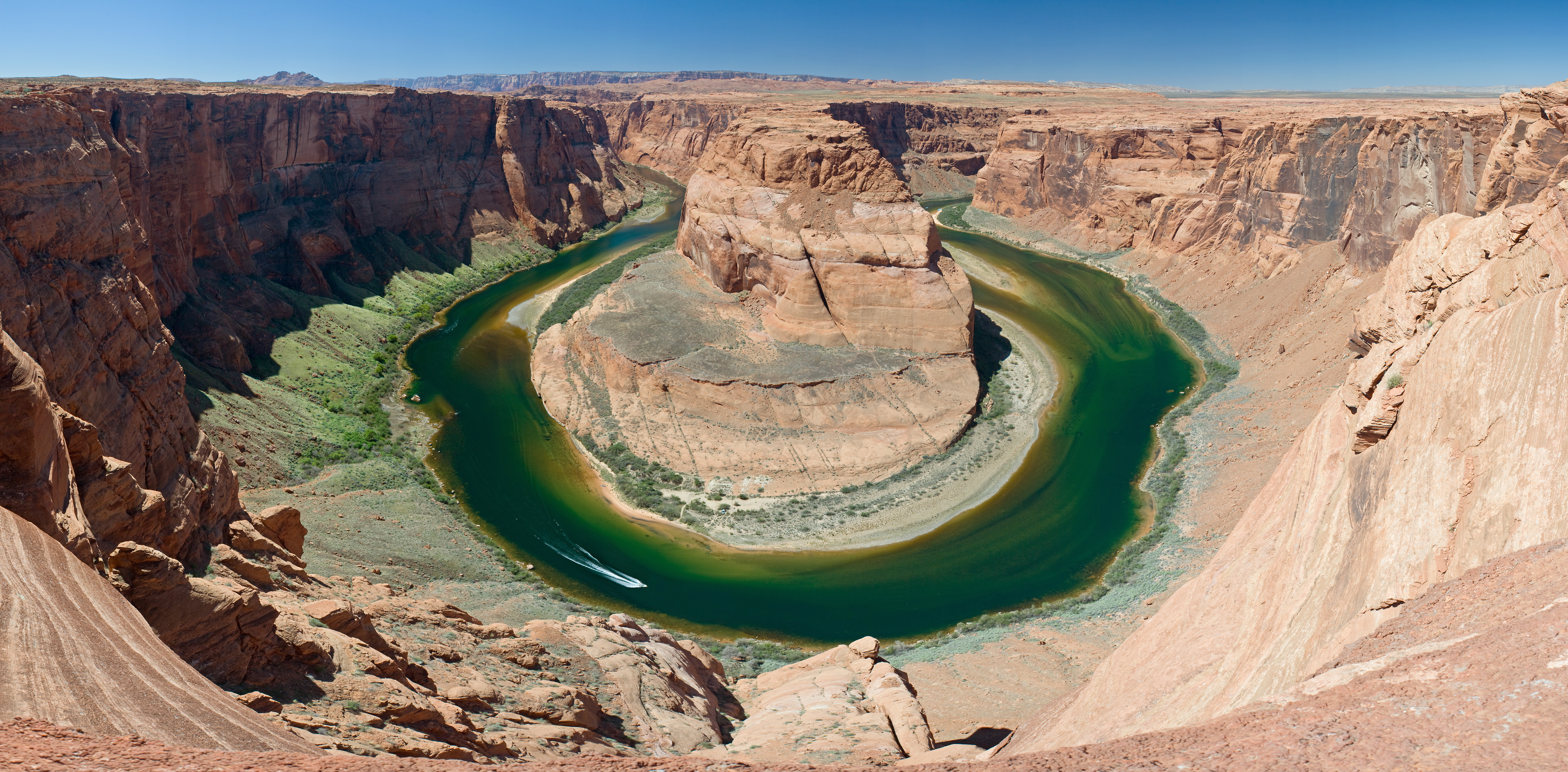
Turista szemmel
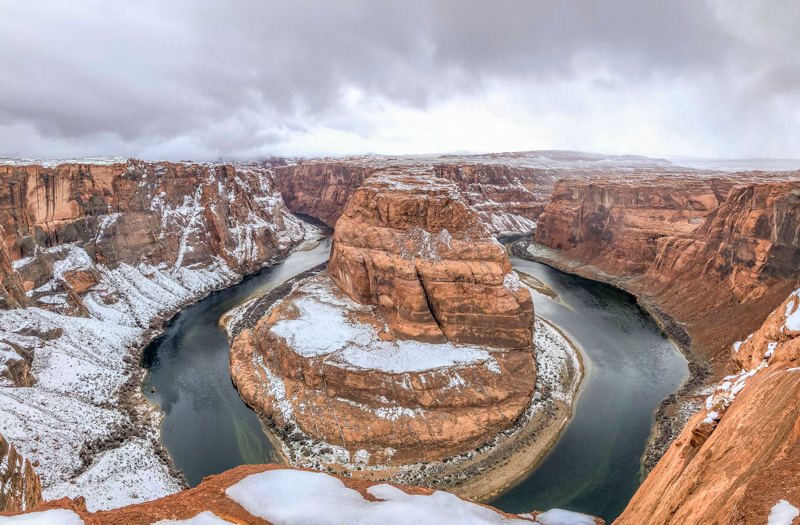
Télen
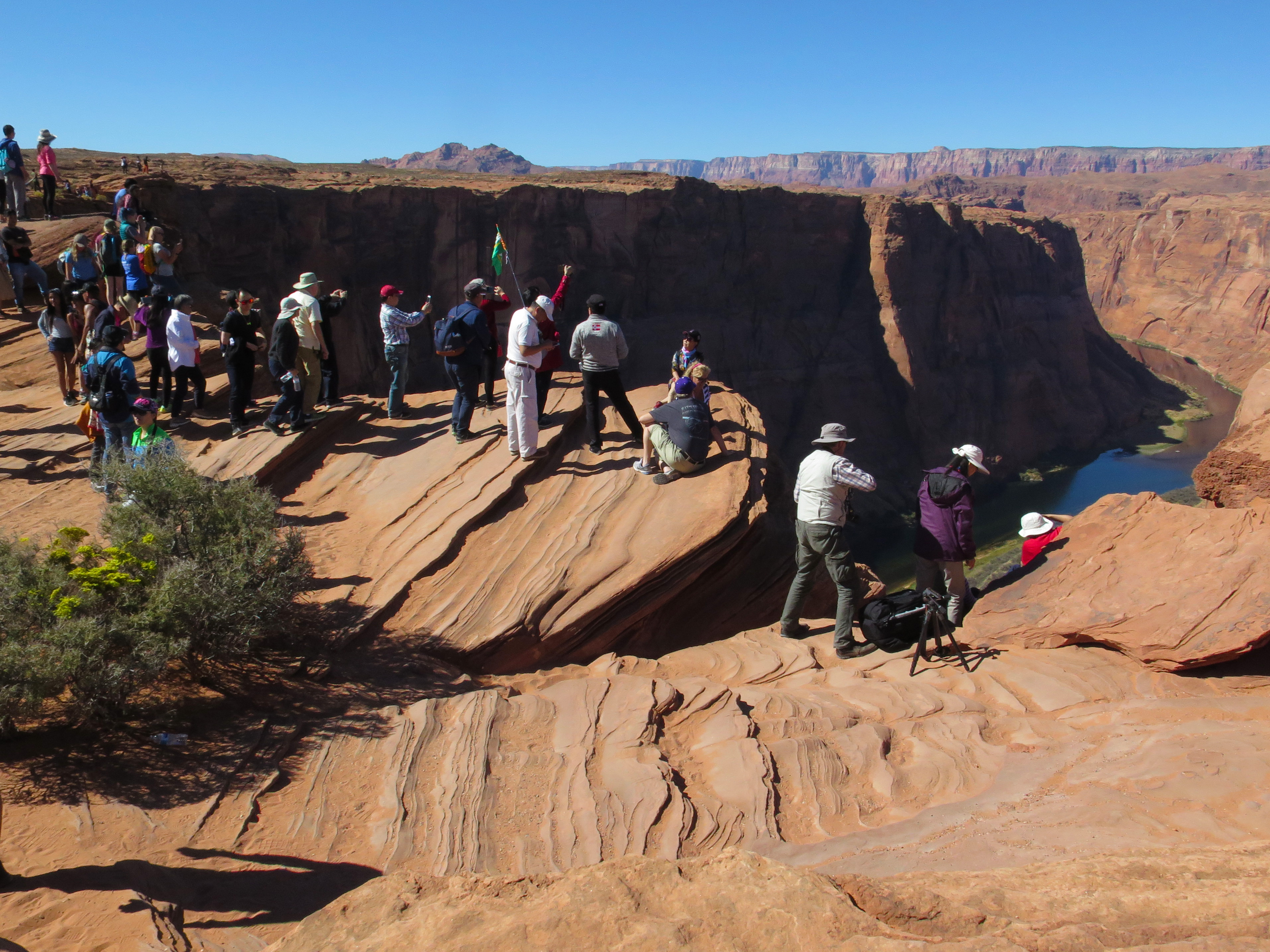
Turisták
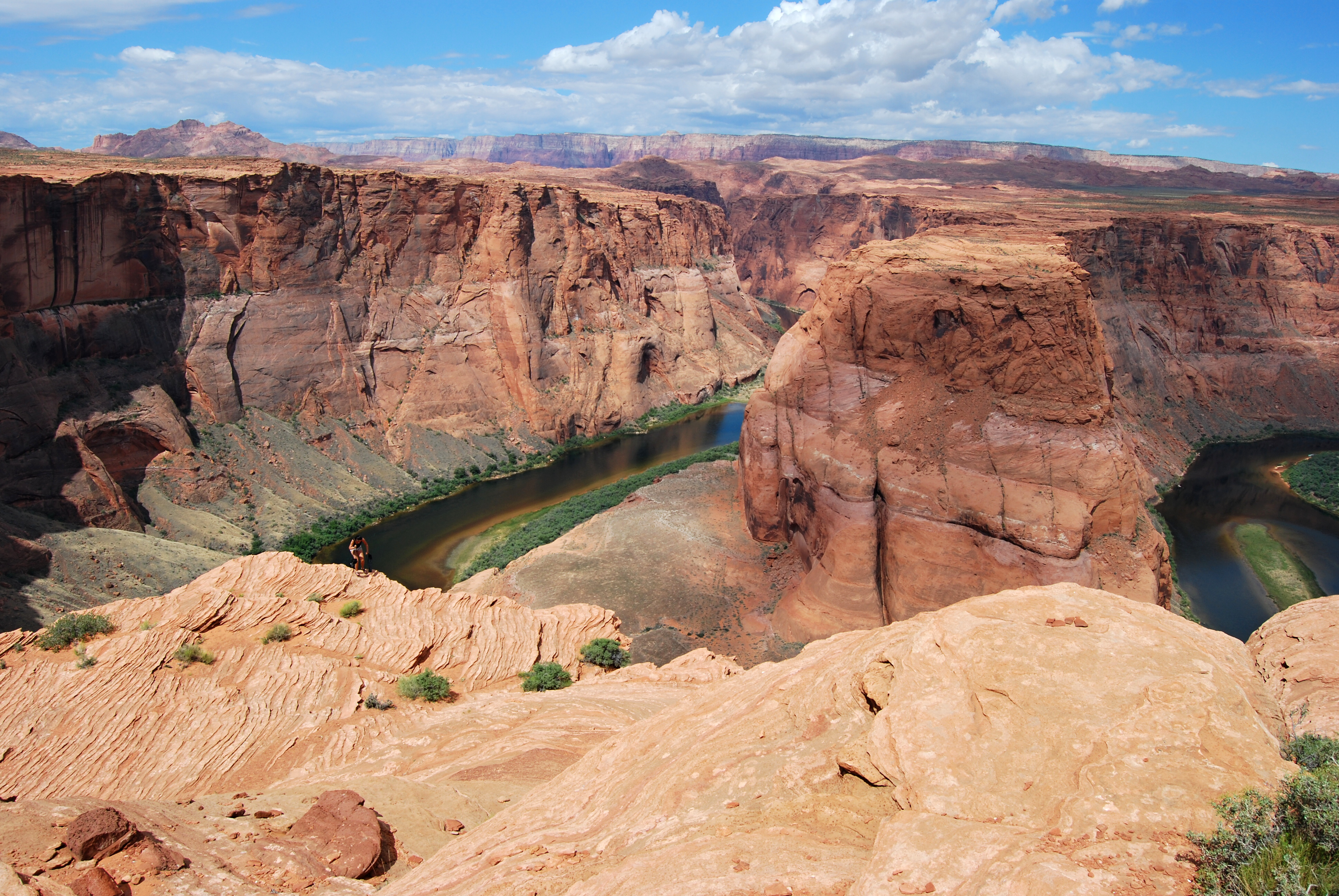
A kanyarulat messzebbről
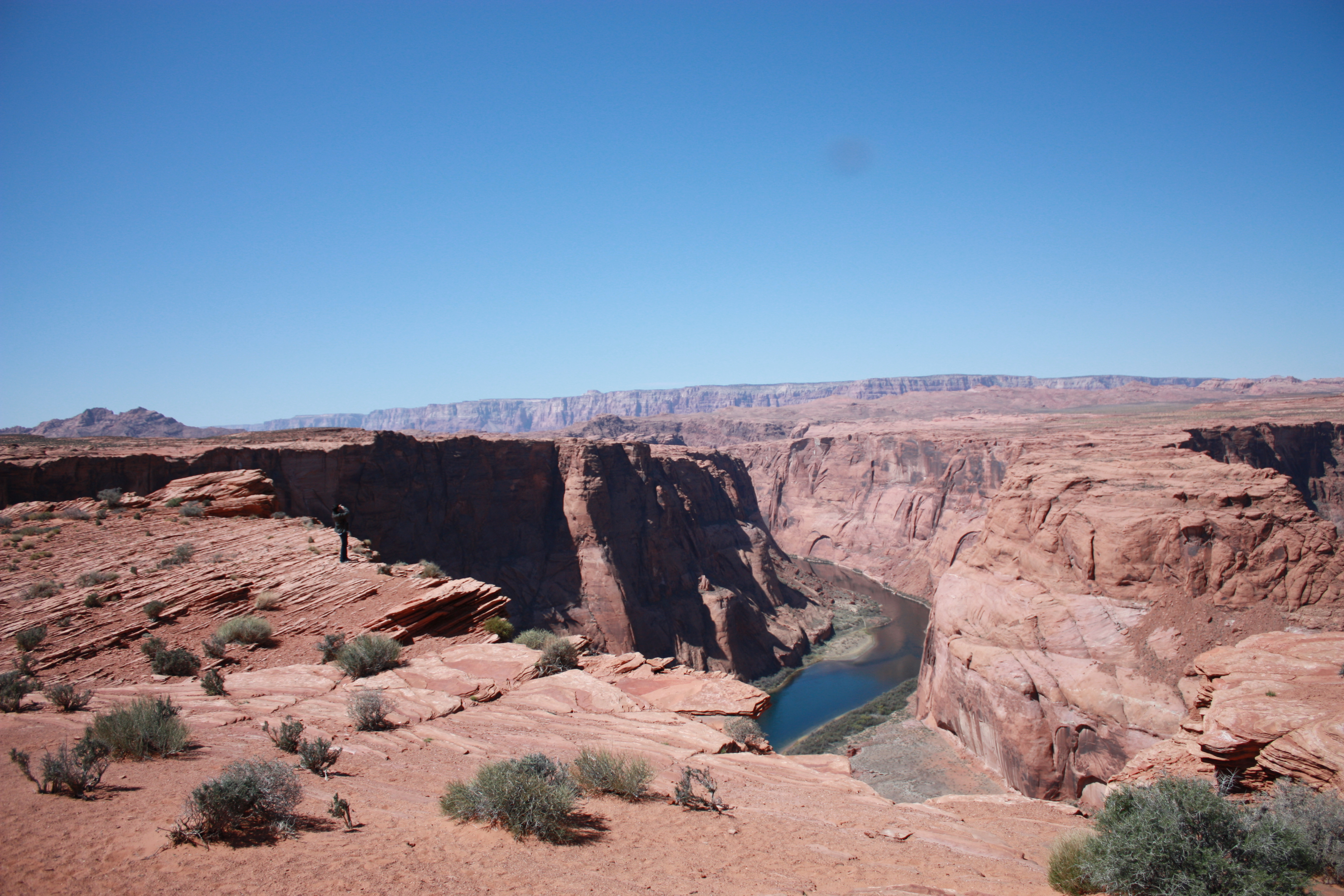
Még messzebbről
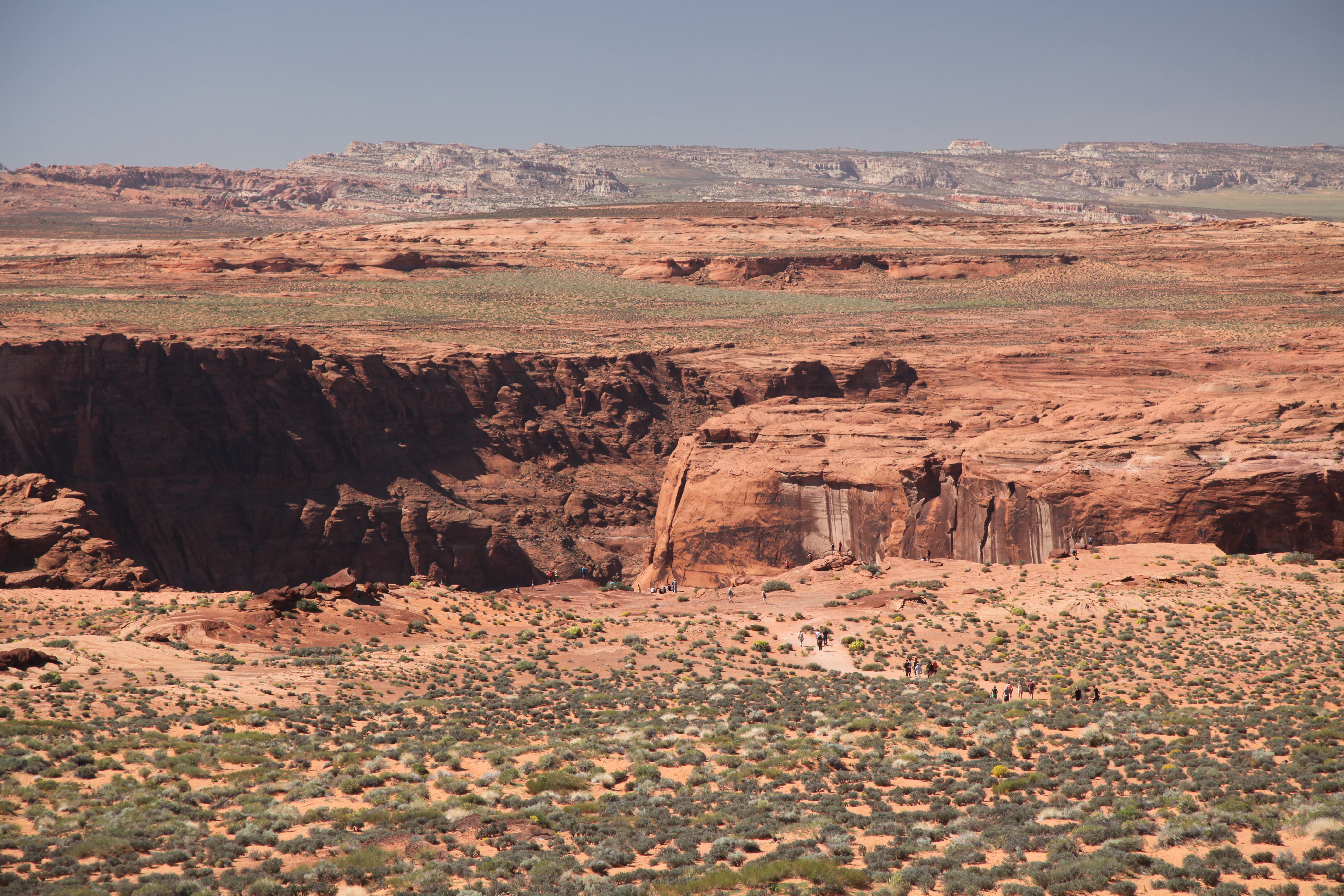
A Patkó-kanyarulat körüli táj
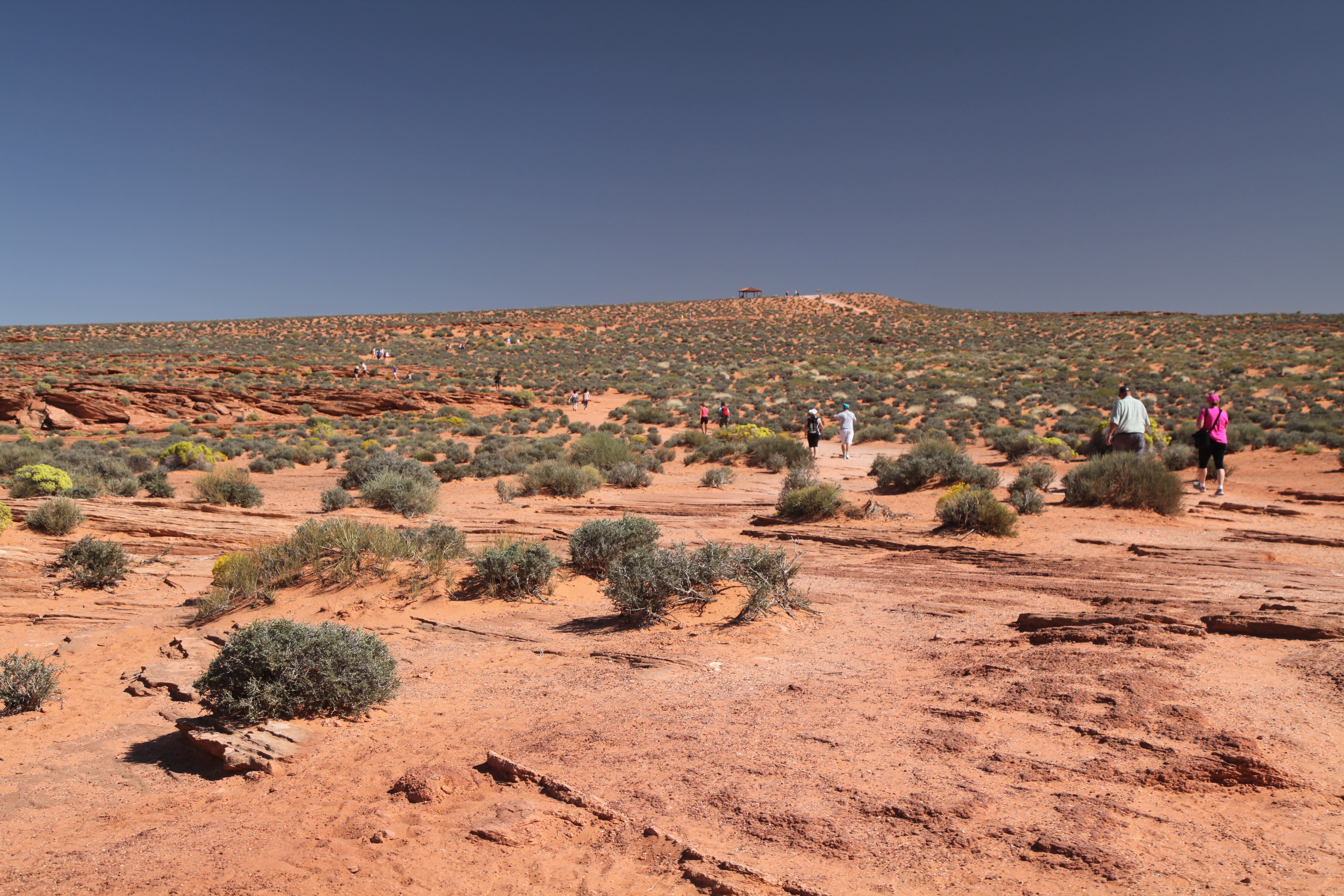
Túraösvény vezet a parkolótól a kanyarulatig

## Fordítás
Ez a szócikk részben vagy egészben  a   Horseshoe Bend című angol Wikipédia-szócikk ezen változatának fordításán alapul.  Az eredeti cikk szerkesztőit annak laptörténete sorolja fel. Ez a jelzés csupán a megfogalmazás eredetét és a szerzői jogokat jelzi, nem szolgál a cikkben szereplő információk forrásmegjelöléseként.